# Saurosuchus

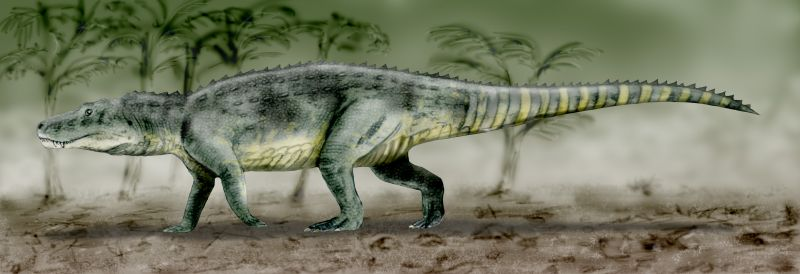
Reconstrução de um Saurosuchus

Saurosuchus (significa "lagarto crocodilo" em grego) é um género extinto de réptil pré-histórico Rauisuchia da família Prestosuchidae. Com um comprimento de cerca de 7 metros, foi o maior Rauisuchia, exceto talvez para o Fasolasuchus que é menos conhecidos. Como os outros Rauisuchias, o Saurosuchus andou sobre quatro membros totalmente ereto. Ele viveu no Triássico Superior na Argentina.

## Descrição

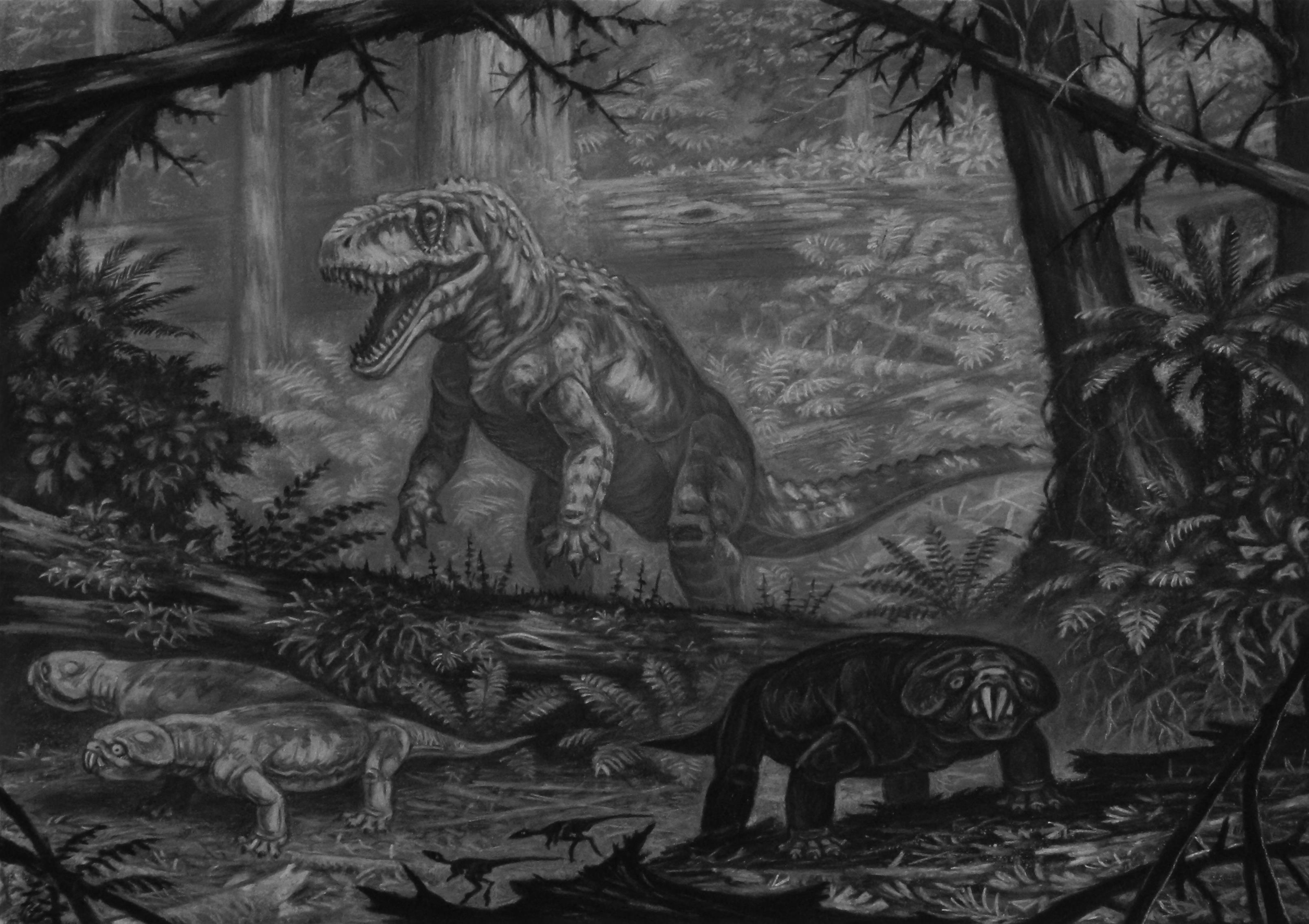
Ilustração de um Saurosuchus

Saurosuchus é conhecido por vários esqueletos parciais coletados na Formação Ischigualasto na Argentina. O espécime holótipo consiste de um crânio completo, mas deformado, vértebras dorsais, osteodermas dorsais e partes da pelve. Os membros posteriores, cauda, pescoço e escápula também são representados em vários outros esqueletos. A espécie-tipo Saurosuchus galilei foi nomeado em 1959. Saurosuchus também foi relatado na Formação Chinle no Arizona, em 2002, com base em dentes isolados e fragmentos pequenos de crânio. O valor diagnóstico desses ossos tem sido questionado em estudos posteriores, que consideram que sejam de uma espécie indeterminada de rauisuchia.
Saurosuchus é um dos maiores rauisuchias. O esqueleto completo não é conhecido e a estimado o tamanho entre 6 e 9 metros de comprimento total do corpo. Tem um crânio lateralmente comprimido. Os dentes são grandes, recurvados e serrilhados. O crânio é largo na parte traseira e se estreita na frente dos olhos. O teto do crânio e da maxila tem um pouco de caroços, uma característica distintiva não visto em outros rauisuchias. Caroços também são vistos em phytossauros aquáticos e crocodilianos, mas as cristas e sulcos são mais profundos e muito mais extensos em todo o crânios desses formas de animais. Os ossos frontais localizado na parte superior do crânio, são ampliadas para formar sulcos sobre os olhos. Como em outros rauisuchias, uma pequena haste se projeta baixo do osso lacrimal na frente do olho, mas não dá firmeza ao osso jugal abaixo dela. Sulcos ao longo da superfície superior do osso supraocipital na parte de trás do crânio são pontos de fixação para ligar o pescoço forte. As vértebras cervicais são encurtadas e robustas, formando um pescoço forte. Osteodermas dorsais correm ao longo da parte de trás do Saurosuchus. Há duas linhas para cada lado da linha média, cada osteoderma  tem forma de folha juntando firmemente com os da frente e por trás destas.